# Présidence de James A. Garfield
20e président des États-Unis
Présidence de Rutherford B. Hayes Présidence de Chester A. Arthur
La présidence de James Garfield débuta le 4 mars 1881, date de l'investiture de James A. Garfield en tant que 20e président des États-Unis, et prit fin avec l'assassinat de ce dernier le 19 septembre de la même année.